# Hippopsis quadrivittata
Hippopsis quadrivittata är en skalbaggsart som beskrevs av Stefan von Breuning 1940. Hippopsis quadrivittata ingår i släktet Hippopsis och familjen långhorningar. Inga underarter finns listade i Catalogue of Life.